# 2. østlige længdekreds
Den 2. østlige længdekreds (eller 2 grader østlig længde) er en længdekreds, der ligger 2 grader øst for nulmeridianen. Den løber gennem Ishavet, Atlanterhavet, Europa, Afrika, det Sydlige Ishav og Antarktis.